# Xysticus flavovittatus
Xysticus flavovittatus là một loài nhện trong họ Thomisidae.
Loài này thuộc chi Xysticus. Xysticus flavovittatus được Eugen von Keyserling miêu tả năm 1880.